# 254e brigade de chars (Inde)
La 254e brigade de chars indienne est une brigade blindée de l'armée indienne britannique pendant la Seconde Guerre mondiale. Incorporée à la 14e armée, elle participa à la campagne de Birmanie sur le théâtre d'Asie du Sud-Est de la guerre du Pacifique.
L'insigne de la brigade comprenait un symbole ressemblant à des voies ferrées noires disparaissant au loin, sur fond d'un triangle rouge.
La brigade a combattu avec les 5e et 7e divisions d'infanterie indienne en Birmanie et a participé aux batailles d'Imphal, Kohima, Meiktila et Rangoon Road.

## Formation
- 3e Carabiniers, chars Lee
- 149e Regiment Royal Armored Corps, chars Lee et Sherman, issus du 7e bataillon du King's Own Yorkshire Light Infantry
- 150e Royal Armored Corps Regiment, chars Lee, issus du 10e Bn York and Lancaster Regiment
- 7e cavalerie légère, chars Stuart
- 3 / 4e Grenadiers de Bombay[2]

## Commandants
- Brigadier W. T. Gill 10 septembre 1942 - 17 novembre 1942
- Brigadier R. L. Scoones 17 novembre 1943 - 15 mars 1945[3]